# Diego Jalón (periodista)
Diego Jalón y Holgado (Madrid, 9 de enero de 1924-Madrid, 1 de abril de 1996) fue un periodista español, ganador del Premio Nacional de Periodismo y del Luca de Tena. Hijo de un crítico taurino y ministro de la Segunda República, César Jalón Aragón, a lo largo de su carrera como periodista trabajó en publicaciones como El Español, Pueblo o ABC.